# Туко-туко Пирсона
Ту́ко-ту́ко Пи́рсона (лат. Ctenomys pearsoni) — вид грызунов парвотряда Caviomorpha. Эндемик Уругвая, Международным союзом охраны природы причисляется к видам, близким к уязвимому положению. Видовое название дано в честь зоолога О. П. Пирсона.

## Внешний вид
Внешне напоминает другие виды рода туко-туко. Средняя общая длина тела с хвостом, по разным источникам, от 19 до 26,2 см (в последнем случае диапазон от 24,5 до 27,7 см). Средняя длина хвоста 77,3 мм, максимальная 82 мм. Средняя длина ступни задней лапы 35,7 мм, уха 8,3 мм. Средняя масса тела 212 г (от 165 до 250). Принципиальные морфологические отличия от других видов туко-туко связаны со строением пениса: у туко-туко Пирсона бакулюм лучше выражен, шире и короче, чем у других видов. Бакулюм имеет весловидную форму, сходящуюся в единое острие, и пару шипастых утолщений с варьирующимся количеством шипов. Череп уже и ниже, чем у ошейникового туко-туко (Ctenomys torquatus), а морда более вытянутая. Резцы Ctenomys pearsoni выше и имеют более выраженную коническую форму, чем у видов C. riongegrensis и C. minutus.
Мех на верхней стороне тела рыжевато-бурый, с белым ошейником под шеей и белыми пятнами по обе стороны шеи (описывается также как светлая лента, идущая от основания каждого уха под подбородок). Нижняя половина тела кремово-коричневая.

## Образ жизни
Обитает в песчаных прибрежных регионах с варьирующимся содержанием суглинков, предпочитая песчаные дюны, но встречается и в других условиях с разными видами почв. На востоке ареала встречается в районах с мягкими почвами, на западе — с твёрдыми. Норное животное, покидающее нору только для поиска пищи (кроме того, молодь покидает материнскую нору по достижении самостоятельности). Конструкция нор отличается разнообразием, но чаще всего нора имеет один центральный ход на единой глубине (длиной от 7,1 до 24,4 м в зависимости от почв) с рядом ответвлений (от 5 до 24, среднее количество — 13) длиной от 70 до 130 см. В каждом тоннеле одно-два гнезда, свитых из сухо травы. У норы обычно несколько выходов, остающихся закрытыми большую часть времени, что позволяет поддерживать в тоннелях постоянную влажность около 92,65 %. Территориальное животное, агрессивно защищающее свою территорию. При вторжении на свою территорию пытается отогнать пришельца громкими криками, при попытке вторжения в нору — нападает.
Обычно туко-туко Пирсона проживают в своих норах поодиночке, но в брачный период, продолжающийся с мая по июль, самец и самка делят одну нору. Самки достигают половой зрелости в первый год жизни, у самцов формирование половых органов не оканчивается к концу первого года. Самка приносит потомство раз в год; в помёте от двух до четырёх детёнышей, которые перестают сосать молоко в возрасте 32-40 дней и достигают самостоятельности к двум месяцам.
Травоядное животное. Не поедает пищу на поверхности, вместо этого на короткое время появляется из норы, чтобы срезать траву и мелкие кустариники, которые уносит обратно под землю. Из-за низкой питательной ценности растительности туко-туко Пирсона практикуют поедание собственных экскрементов, что обеспечивает максимально эффективное использование не только питательных веществ, но и содержащейся в растительной пище воды, поскольку данный вид не пьёт воду в свободной форме. Слепая кишка, где происходит ферментация целлюлозы и пектина, весит до 30 % от общей массы тела животного и занимает всю ширину брюшной полости; этот орган у туко-туко Пирсона самый развитый среди всех представителей инфраотряда Hystricognathi.

## Распространение и охранный статус
Эндемик Уругвая. Вид известен по трём департаментам Уругвая — Сорьяно, Сан-Хосе и Колония, где встречается на высотах менее 200 м над уровнем моря. На юге Уругвая, к югу от реки Санта-Лусия, обнаружена популяция туко-туко, морфологически сходная с туко-туко Пирсона, но отличающаяся по кариотипу.
Предполагается, что численность вида сокращается из-за сокращения площади естественных условий обитания. Международный союз охраны природы определяет туко-туко Пирсона как вид, близкий к уязвимому положению и предполагает, что при сохранении тенденции к сокращению численности вид может стать уязвимым.